# 3896 Pordenone
A 3896 Pordenone (ideiglenes jelöléssel 1987 WB) a Naprendszer kisbolygóövében található aszteroida. J. M. Baur fedezte fel 1987. november 18-án.